# Дружковские окаменевшие деревья

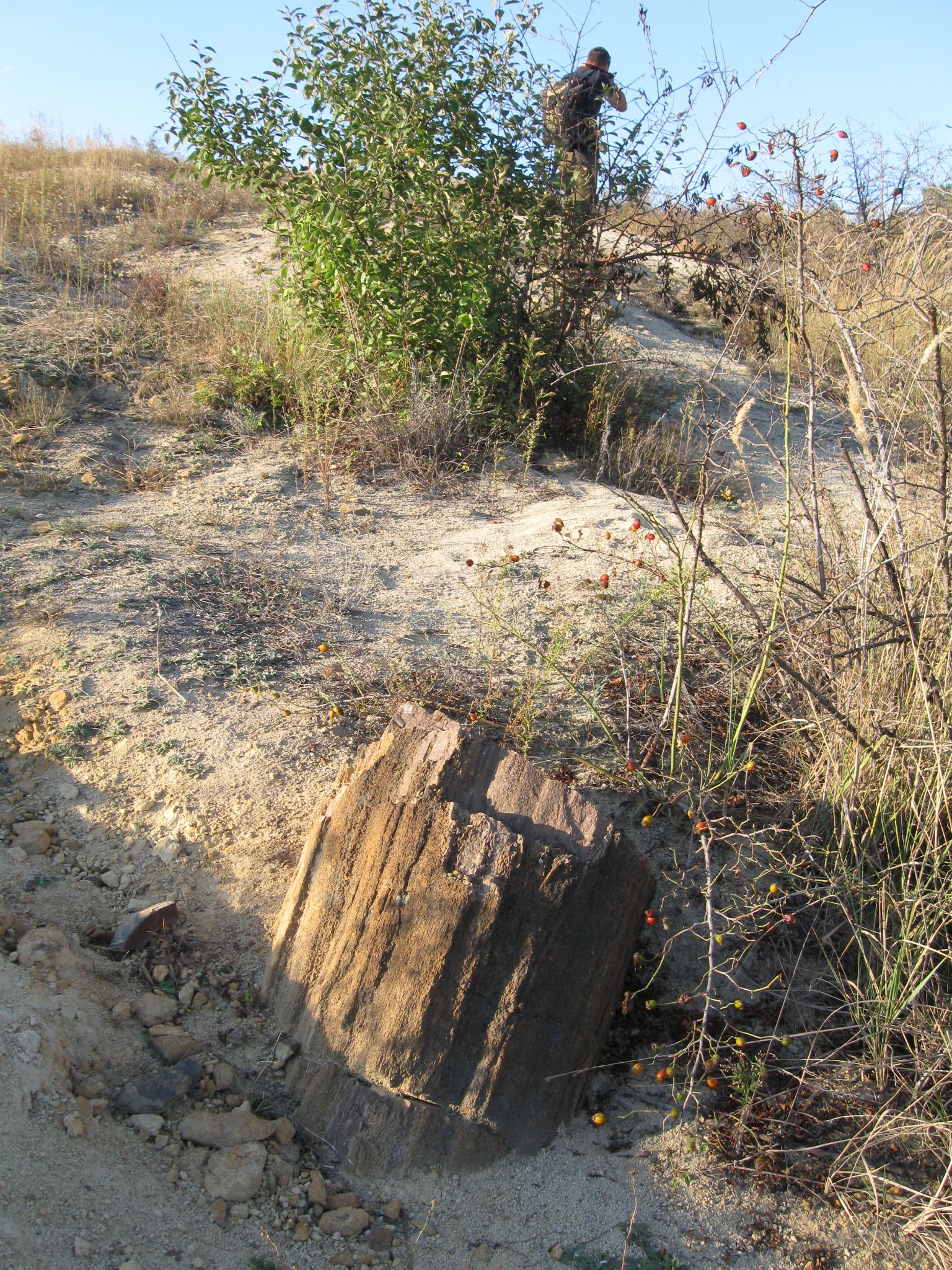
Окаменевший ствол в песчанике

Дружковские окаменевшие деревья — геологический памятник природы общегосударственного значения. Статус памятника природы присвоен распоряжением Совета Министров УССР № 780-р от 14 октября 1975 года. Площадь — 1 га. Представляет собой обнажение окаменевших деревьев диаметром 1 метр в поперечнике.
К посёлку Алексеево-Дружковка с северо-востока подходит один из главных отрогов Донецкого кряжа, так называемая Дружковско-Константиновская антиклиналь (складка пластов горных пород, обращенная изгибом вверх). Здесь на склоне балки, примерно в 150—200 метрах от концевой опоры канатной дороги Дружковского машиностроительного завода, взято под охрану обнажение окаменевших деревьев.
Интересно, что некоторые из обломков сохранили не только форму, но и внутреннюю структуру растения, с помощью которой можно узнать араукарию — довольно редкое в наше время вечнозеленое хвойное дерево.
Деревья — араукарии возрастом около 250 миллионов лет. Они росли в лесу карбонового геологического периода, затем были ураганом вырваны с корнем и упали в реку. В воде деревья находились без контакта с воздухом и поэтому не разлагались. Со временем на месте леса образовалось море. Деревья оказались под толщей осадочных пород, но морская вода просачивалась к ним. Морская вода вымыла из стволов органические вещества, вместо них в стволах накопились минеральные вещества. Окаменение длилось тысячи лет.

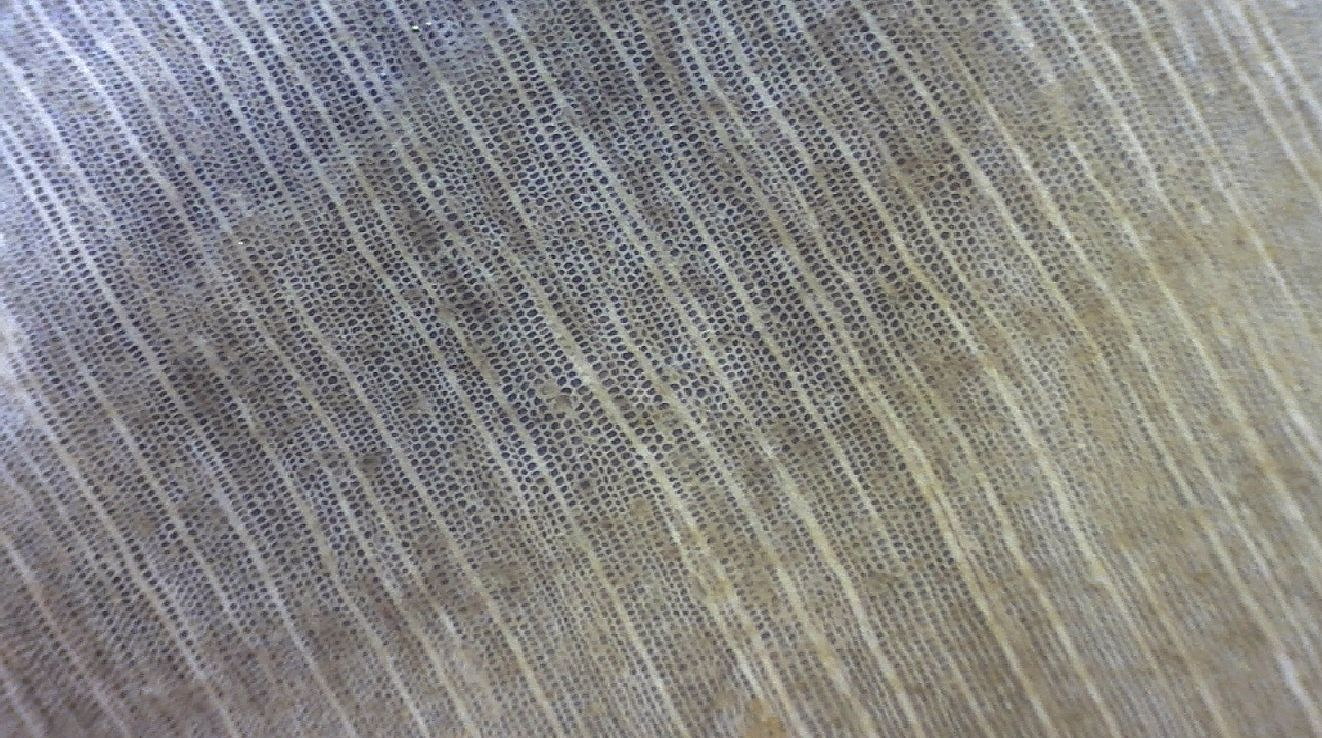
Клеточная структура палеозойской древесины под микроскопом

У дружковских окаменевших деревьев хорошо различается клеточное строение растений, если рассматривать тонкие срезы стволов в микроскоп.
По внешнему виду обломок окаменевшего дерева мало отличается от только что отпиленного соснового ствола: такой же цвет хорошо высушенного дерева, такая же изрезанная продольными линиями поверхность. Но необычная тяжесть, сверкающие кристаллики кварца говорят о том, что это камень.
Такие палеонтологические находки, подобные залегающим в толще осадочных пород под Алексеево-Дружковкой, встречаются на Земле очень редко. Одно из таких явлений природы отмечается ещё в пустынном районе американского штата Аризона, США.
В 2008 году Дружковские окаменевшие деревья попали в Toп-100 всеукраинского конкурса «Семь природных чудес Украины».

## Галерея

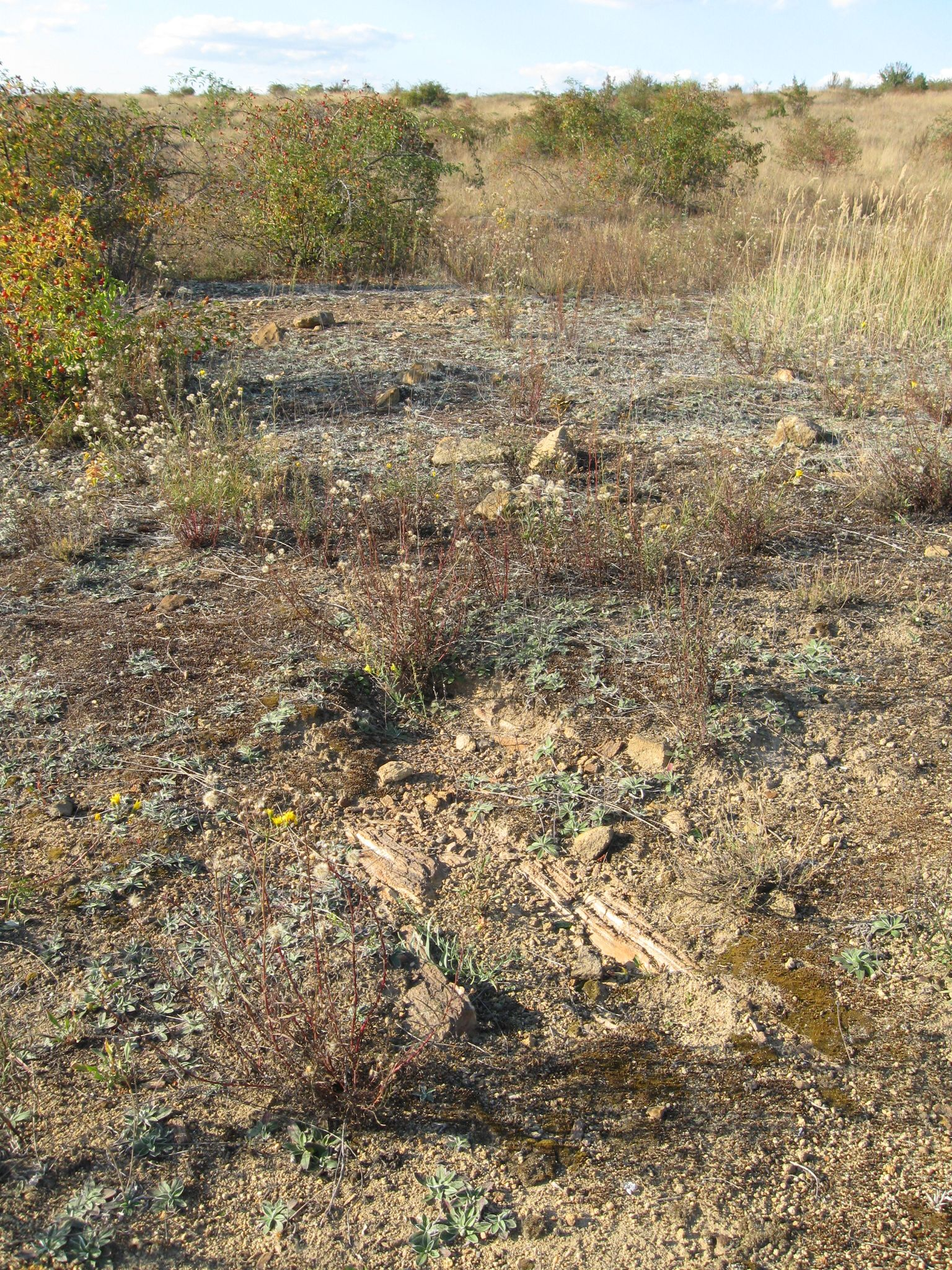
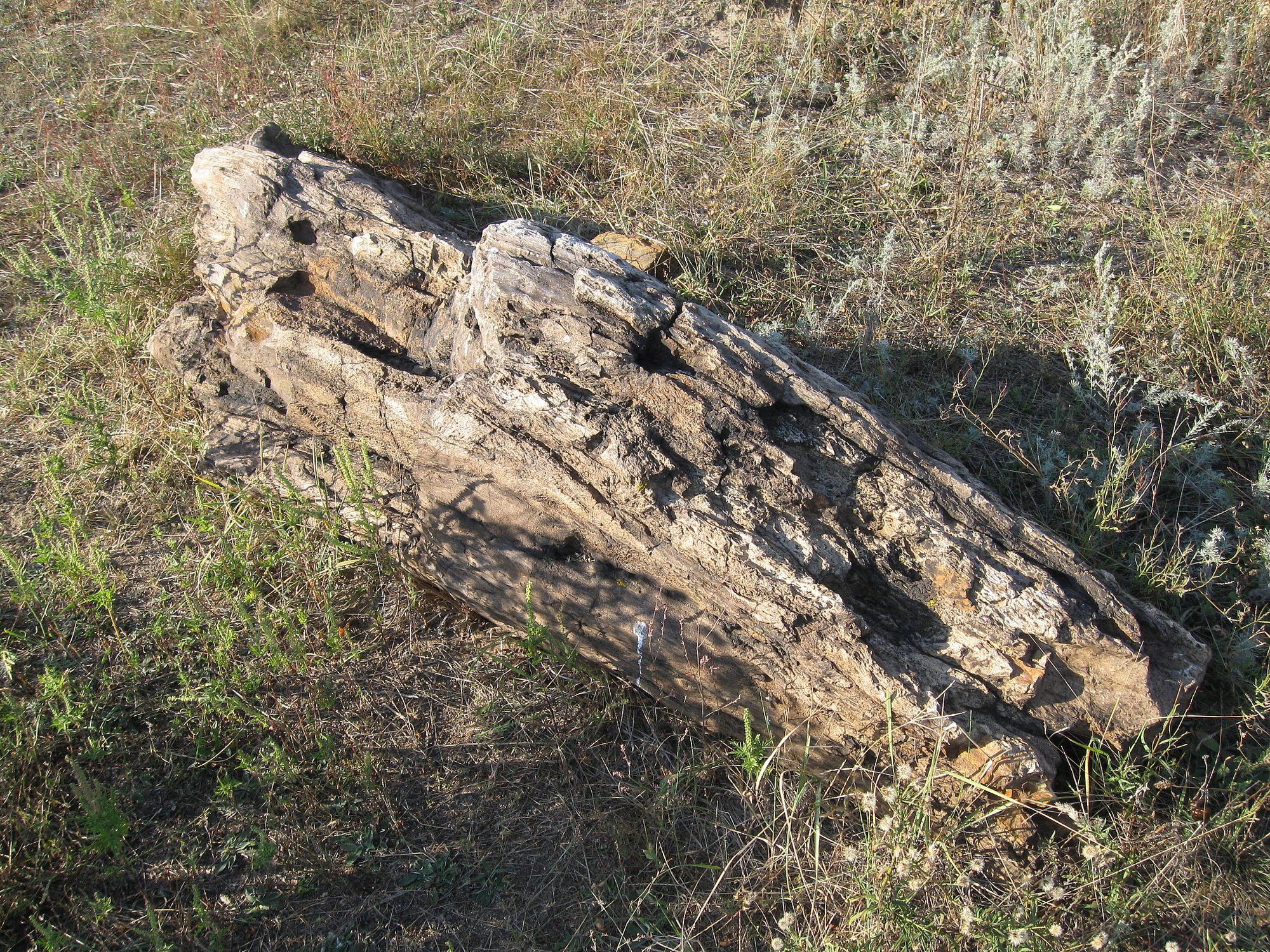
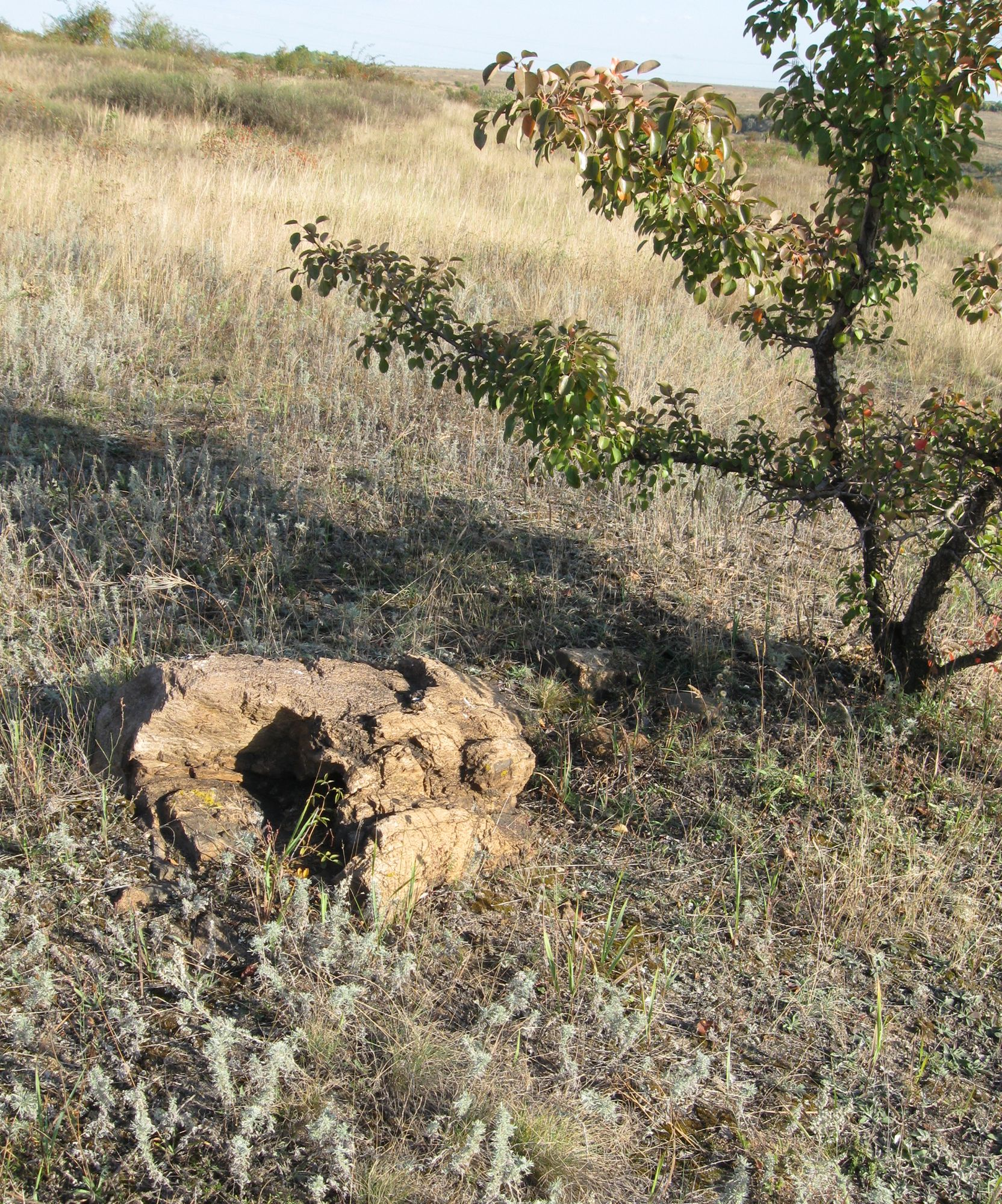
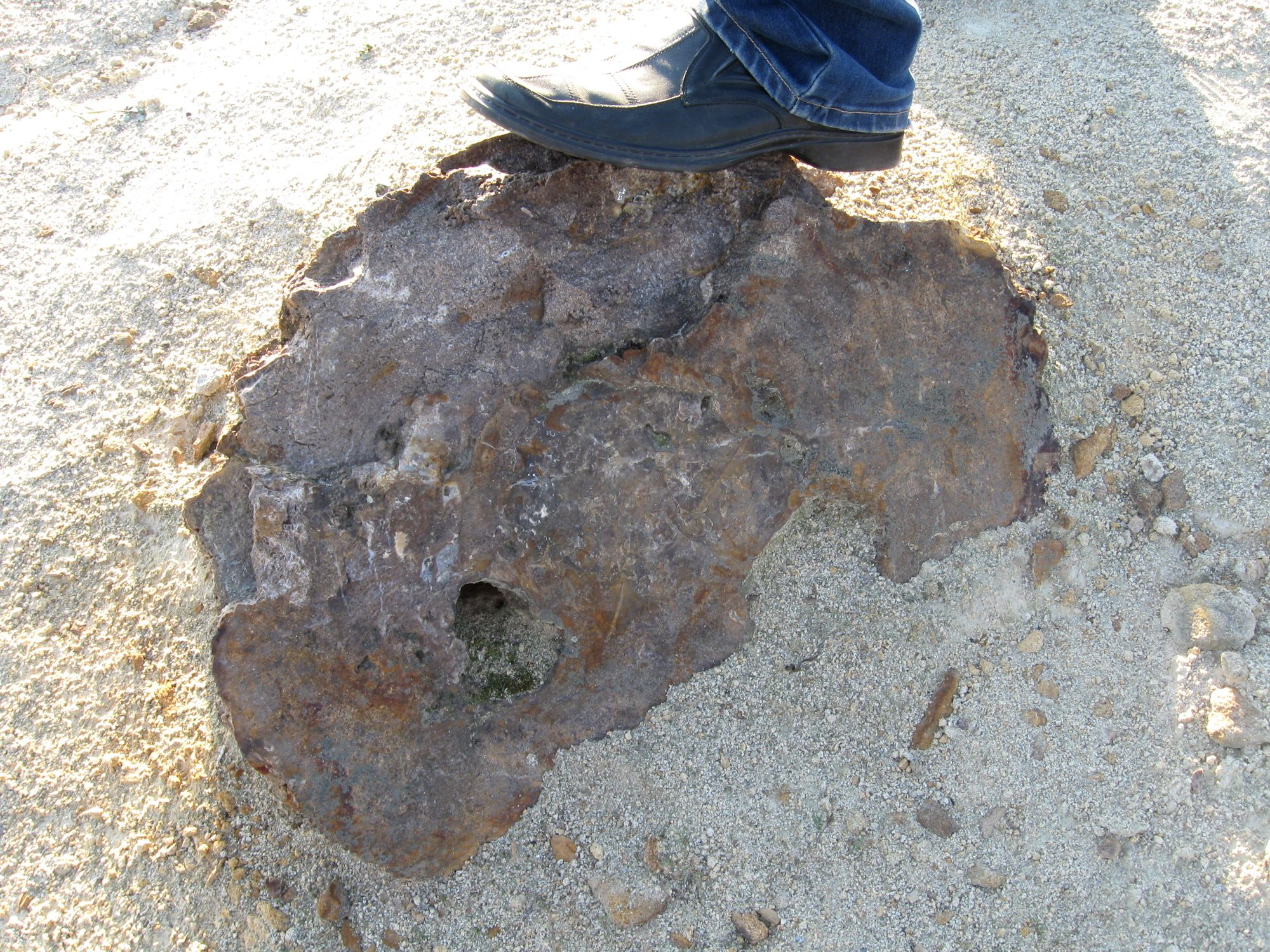
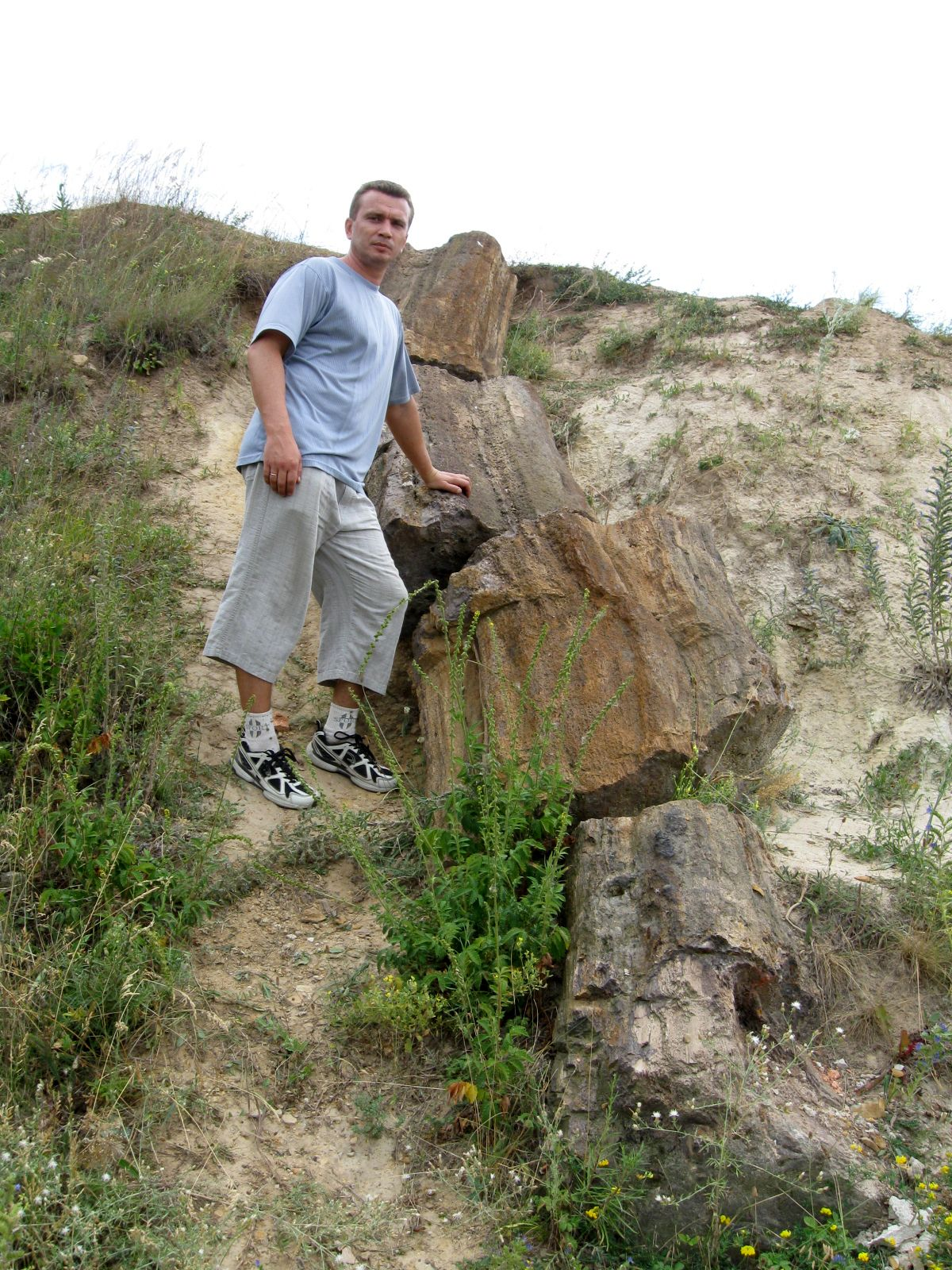
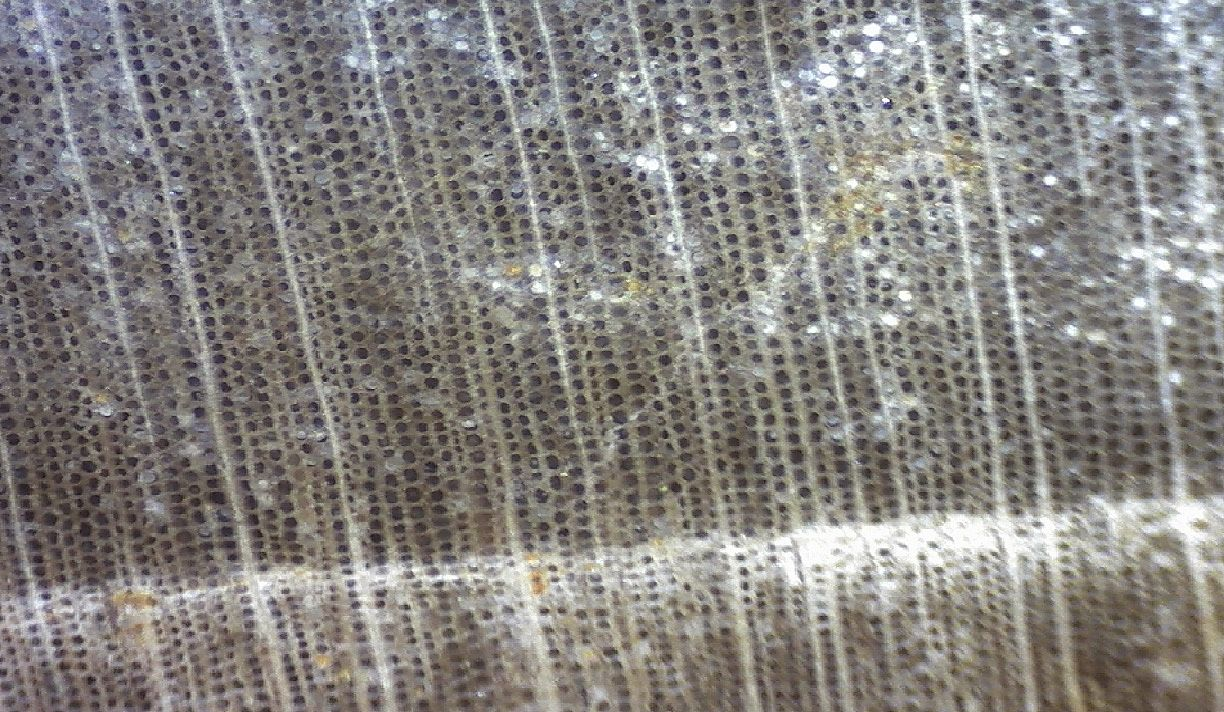
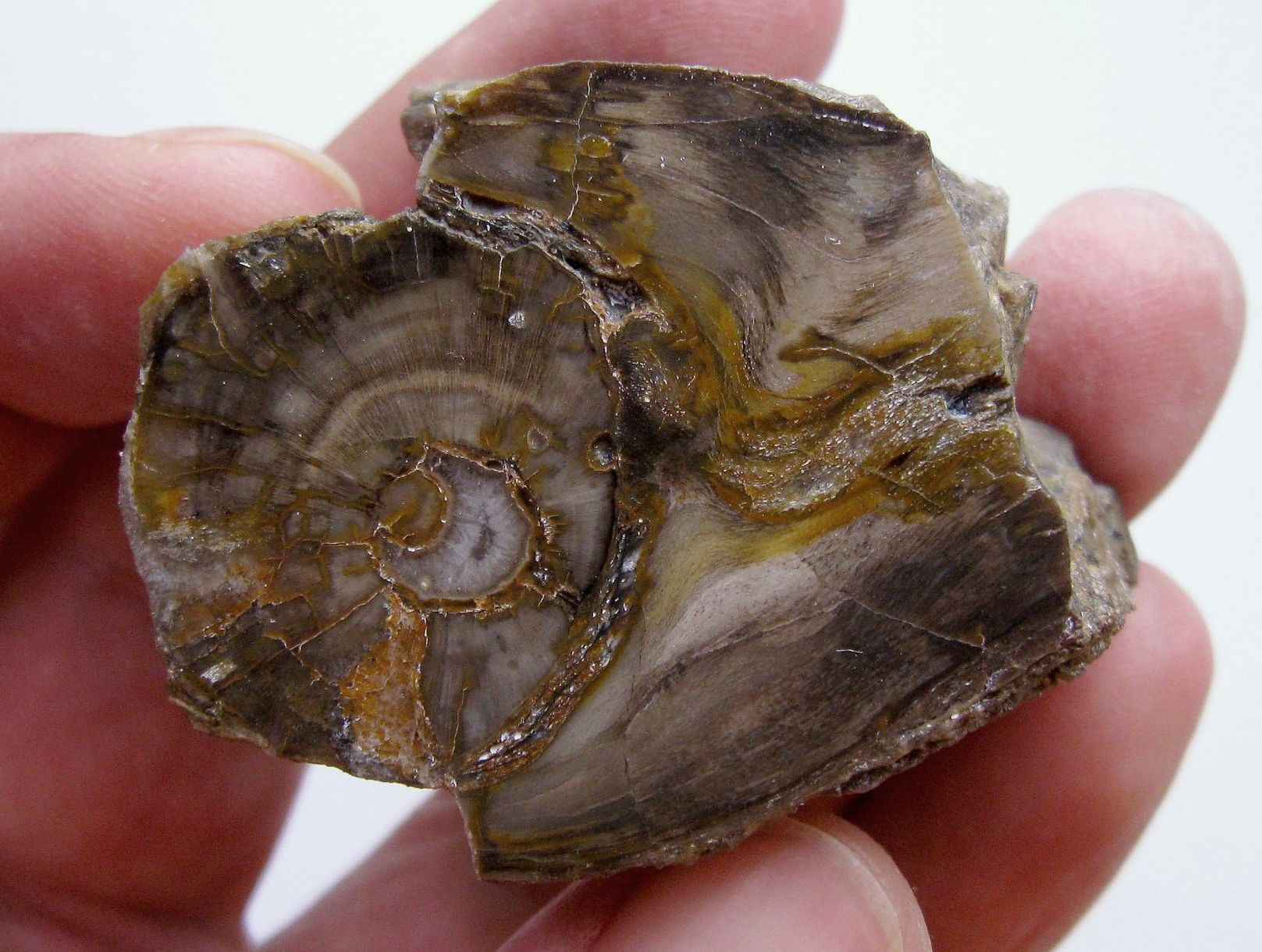
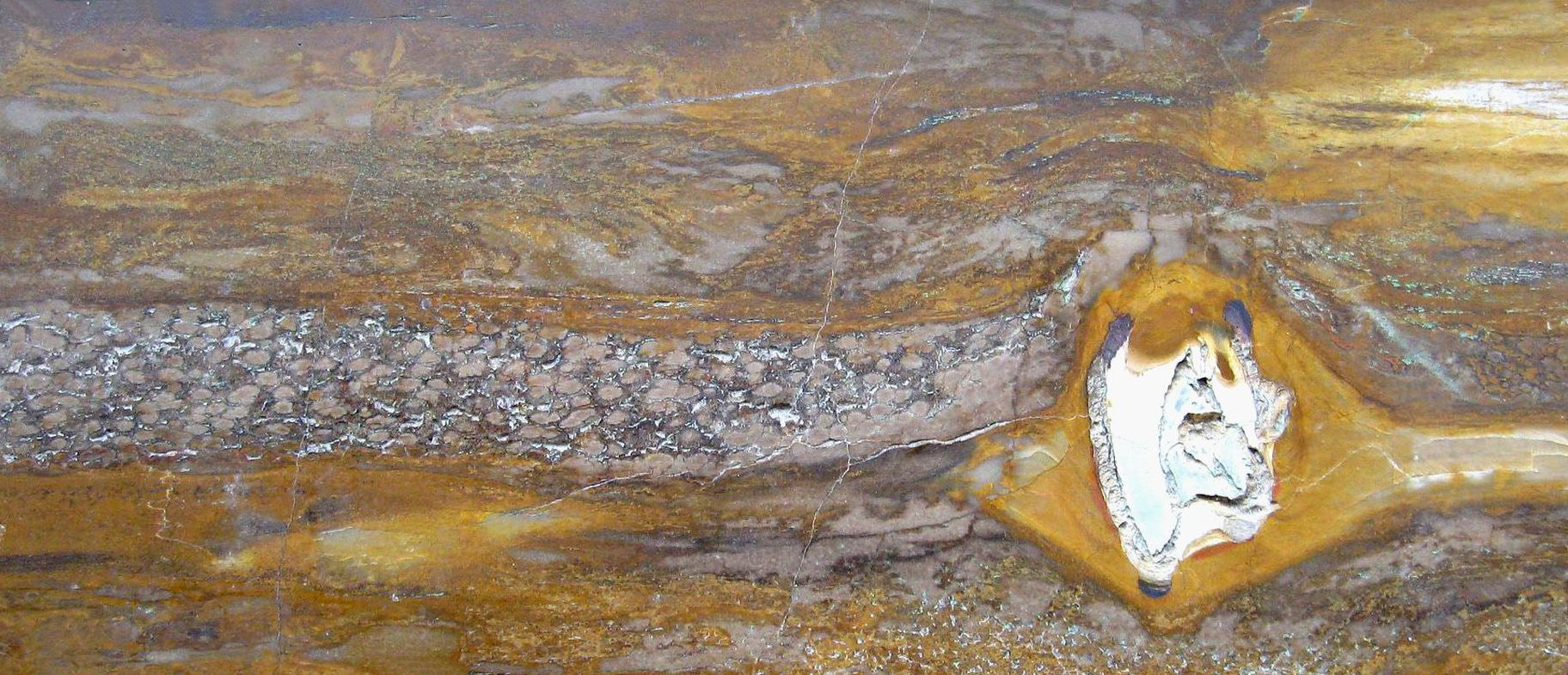
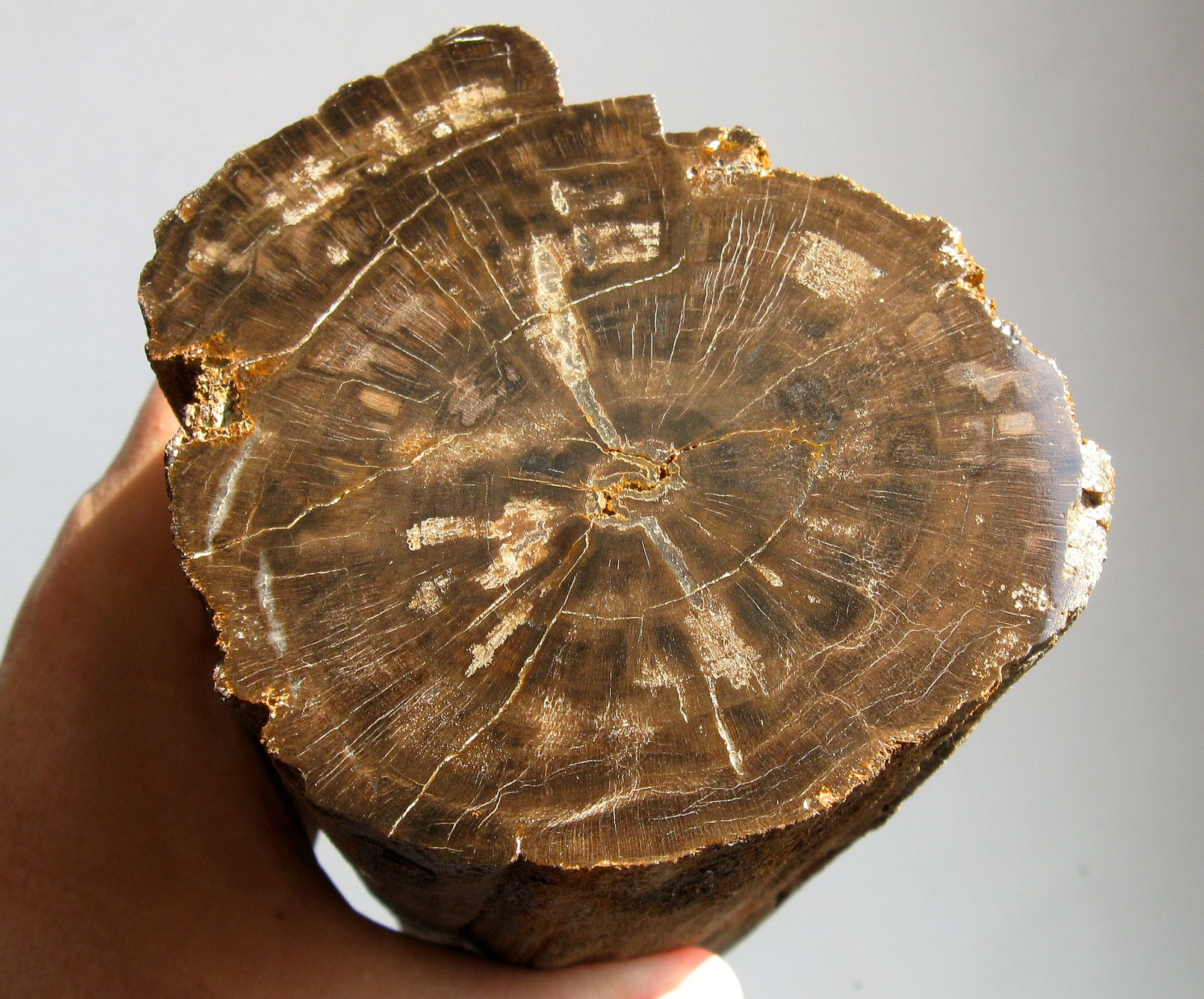
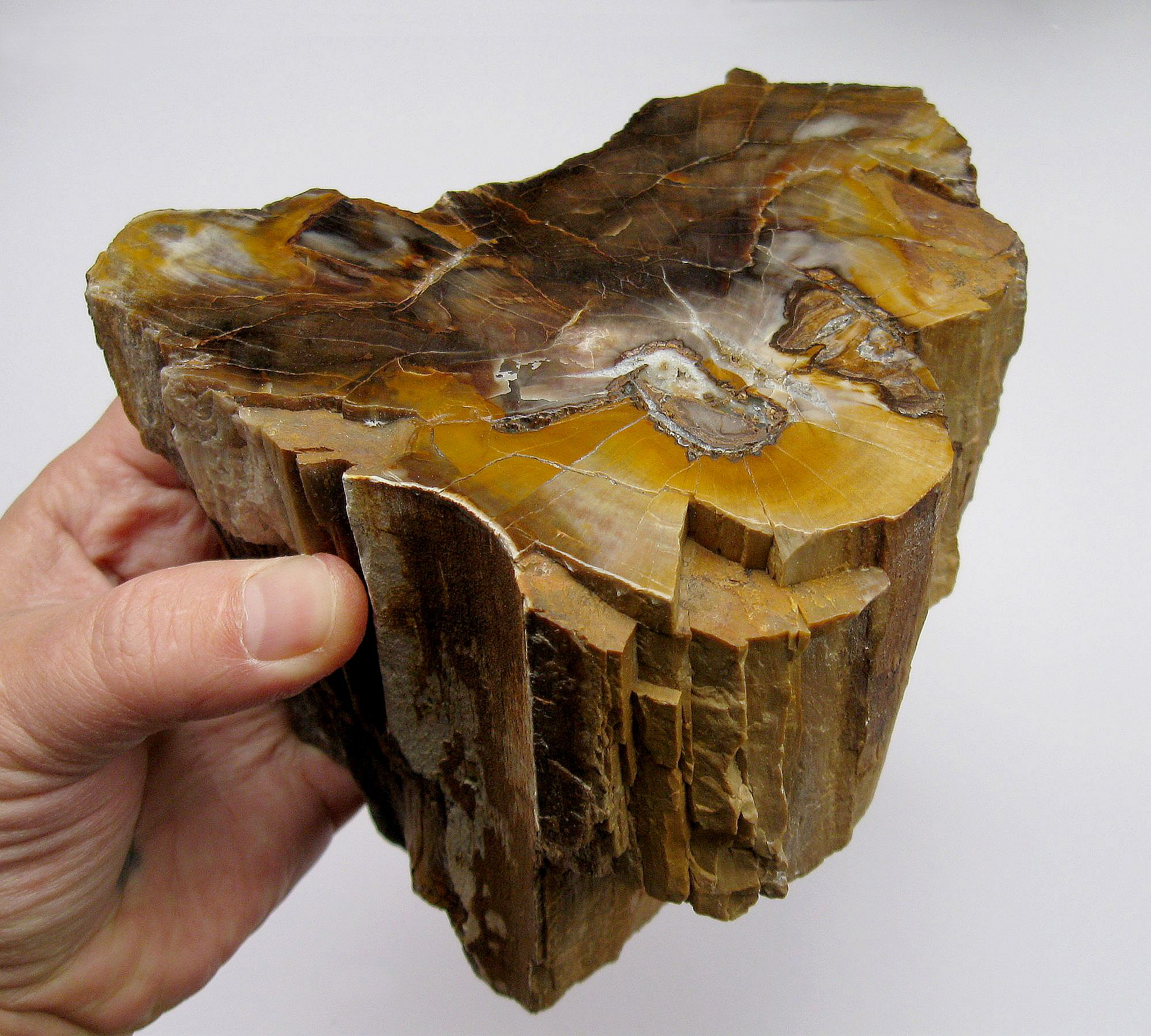

- Окаменелое дерево в песчанике
- Фрагмент окаменелого ствола
- Фрагмент окаменелого ствола
- Торец ствола
- Ствол в окрестностях памятника природы "Дружковские окаменевшие деревья"
- Клеточная структура палеозойской древесины под микроскопом
- Фрагмент окаменелого дерева, поперечный срез
- Окаменелое дерево с сучком, продольный срез
- Окаменелое дерево, поперечный срез
- Фрагмент донбасского палеозойского дерева в полировке

## Похожие места
Окаменевшие леса также встречаются в Аризоне, на греческом острове Лесбос (кайнозой), в Аргентине, Патагония (мезозой, юра), в Египте, недалеко от пирамид (кайнозой), в Намибии, Судане и др. Слои пород, заключающие в себе деревья, выходят на поверхность и обнажают окаменелые стволы или их части на всех континентах, во многих странах. Во всех случаях эти уникальнейшие памятники истории Земли находятся под охраной (или строжайшей охраной, как в Греции) государства, являются национальным достоянием, привлекают массу туристов. Дружковские деревья являются по всей видимости рекордсменами по возрасту (палеозой, карбон).